# کانتستلیشن برندس
کانتستلیشن برندس (انگلیسی: Constellation Brands) شرکت صنایع غذایی آمریکایی است، که در سال ۱۹۴۵ تأسیس شد.